# Nowosielscy herbu Ślepowron

## Rodzina Nowosielskich

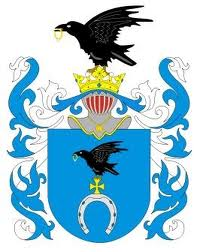
Herb Ślepowron

Nowosielscy herbu Ślepowron, polska familia wywodząca się z XIV wiecznej znanej zamożnej rodziny h. Kierdej zamieszkującej od początku XV wieku m.in. Nowosielice obok m. Kamieniec Podolski.
Najstarszym przodkiem rodu był Zygmunt z Nowosielec h. Ślepowron, syn Grzegorza (znanego z rejestrów przełomu XIV i XV wieku jako Hryćko h. Kyerdey), wojewody podolskiego, senatora, posiadacza rozległych dóbr ziemskich. Następne pokolenia rodziny osiedliły się w ziemi mielnickiej. Było to w okresie przed Unią polsko-litewską w Mielniku w 1501 roku. Mikołaj dziedzic wielkich dóbr ziemskich założył linię jednej z najznamienitszych rodzin I Rzeczypospolitej. To pokolenie Nowosielskich w XVI wieku po rodzinie z Nowosielicy na Podolu, niekiedy posługiwało się zarówno herbem Ślepowron, jak i herbem Pierzchała. Rodzina Nowosielskich h. Ślepowron wydała licznych filantropów, polityków, posłów, senatorów i dygnitarzy. Następne pokolenia rodu Nowosielskich posiadały dobra ziemskie także w Wielkim Księstwie Litewskim, Inflantach, Rusi Czerwonej. Od XVIII wieku w posiadaniu rodziny znalazły się również liczne tereny ziemskie, miasta w ziemi łukowskiej na Podlasiu i na Mazowszu.

## Etymologia nazwiska
Przypuszczalnie pierwotne średniowieczne pochodzenie i wczesne ukształtowanie nazwiska Nowosielski jest związane miejscowością, którą zamieszkiwali przodkowie rodziny oraz piastowanymi funkcjami publicznymi. Pierwotne nazwy (łac. de Nowoschedlecz, de Nowoszelicze), czytaj inaczej Sedlicz novum, nadają w obecnym znaczeniu podobne brzmienie zwrotom; Siodło nowe, lub Nowa osada, jednocześnie tworząc wykształconą językowo formę nazwiska Nowosielski.

## Pochodzenie geograficzne
We wszystkich dokumentach i rejestrach opisana jest miejscowość Novosielica, położona w pobliżu Kamieńca Podolskiego i Chocimia w zachodniej Ukrainie. Obecnie jest uznana za jedną z najstarszych osad regionu podolskiego. Archeologiczne badania wykazały, że XV wieczne południowe tereny otaczające rzeki Dniestr oraz Zbrucz w średniowieczu były gęsto zaludnione, a po wielokrotnym niszczeniu podczas najazdów przez Tatarów, zakładano wkrótce nowe osady w tym regionie. Rzeki łączą się obok miasta Chocim nieopodal miasta Nowosielica.

## Posiadane majątki rodzinne Nowosielskich
Wielkie Księstwo Litewskie
Część rodziny pochodząca z Podlasia najprawdopodobniej na początku XVII wieku osiedliła się na dobrach Święty Duch. Zamieszkiwała i jednocześnie posiadała Sylwestrowo wraz z 10 wioskami i 2 zaściankami, to jest terenami położonymi w regionie Oszmiany, Wielkiego Księstwa Litewskiego. Ponadto byli właścicielami miast Lubcz, Grodna, Wsielub, Oświeja i okolicznych dóbr w guberni mińska, okolicy Nowogródka.
Majętności ziemskie w postaci dóbr lubczańskich to obszar 9933 morg (5598 ha), dzierżawione przez Nowosielskich starożytne miasteczko Lubcz woj. Nowogródzkim nad Niemnem posiadało ok. okolicznych 200 wiosek żydowskich, 32 sioła. Tereny te zamieszkiwało ok. 6800 włościan o pracy pańszczyźnianej. Miasta Grodno, Wsielub, Oświeja i okoliczne dobra w guberni mińska, okolicy Nowogródka były własnością kilku pokoleń. Spisy i herbarze zawierają informacje o dobrach ziemskich i majątkach. Miasto i okolice Wsielub o powierzchni 7582 dziesięcin należące do rodziny Nowosielskich składały się z 52 wiosek, 595 domów, 1 miasto, 19 uroczysk, 10 folwarków. Tereny te w początkach XVIII wieku zamieszkiwało ok. 3800 katolików i żydów. Od początku XVIII wieku majątek (8283,3 ha) należał do Nowosielskich, a następnie do Radziwiłłów. W II połowie XVIII wieku Wsielub przeszedł we władanie rodziny O’Rourke.
Nabyte od rodziny Sapiehów miasto Oświeja z okolicznymi rozległymi dobrami o powierzchni 24814 dziesięcin (27109,29 ha) położone nad jeziorem oświejskim zamieszkiwało ok. 750 chrześcijan i 1470 żydów, czyli ok. 2200 mieszkańców pańszczyźnianych. Na wielki majątek składały się 3 folwarki, 49 wsi, 623 domy. Od początku XVIII wieku do Nowosielskich należał także jeden z rynków wraz z zabudowanymi dookoła 9 nieruchomościami w mieście Grodnie. Był on nabyty od rodziny Potockich. Rynek z nieruchomościami pozostawał w dobrach rodzinnych do II połowy XVIII wieku. Łącznie majątki rodzinne w Wielkim Księstwie Litewskim wynosiły: 4 miasta, ok. 310 wiosek, kilkadziesiąt folwarków, ok. 2000 domów, ok. 14 800 ludzi pracujących w licznych manufakturach i faktoriach na dobrach o powierzchni ok. 41 600 ha.

## Przodkowie z familii Nowosielskich

### I Rzeczpospolita
- Zygmunt z Nowosielec h. Ślepowron znany z rejestrów XV wieku jako Sigismundo de Nowoszelicze[18] 1415–1487, sędzia podolski kamieniecki 1456–1471.
- Mikołaj Nowosielski - dziedzic dóbr[19] Nowosielce na Podlasiu.
- Andrzej[20] Nowosielski – ok. 1475–1545 kniaź na dobrach kobryńskich, Podlasia, ziemi mielnickiej, prowadził sprawy sądowe z wielką księżną litewską i królową Polski Boną Sforzą d’Aragoną o ziemie, które ostatecznie w 1531 r. zostały włączone do Wielkiego Księstwa Litewskiego.
- Paweł Nowosielski 1480–1545, wojski mielnicki (1501–1510).
- Jan Nowosielski – 1510–1570, kolejny dziedzic[19] na Nowosielcu 1545.
- Jerzy Nowosielski 1550–1610, właściciel dóbr ziemskich, kamienic, ogrodów z miasta Wenden oraz innych łanów miast Putry, Mezina,

Raczina, Wiszytha, Woyszyth, Dalni, Rehz, Jawzin, Mezipeterz z nadania Króla Stefana Batorego, 1590 rotmistrz wojsk kozackich.
- Jan Nowosielski 1579–1650, stronnik Aktu Biskupów podpisanego w 1603 w Lublinie.
- Michał Nowosielski z dóbr Nowosielce 1576–1625, dziedzic majątku ziemskiego i wielu osad dekanatu łosickiego, zmarł wraz

z całą rodziną w 1625 na zarazę z powietrza, następnie 1626 roku po tym wydarzeniu grody w starostwie mielnickiem zostały pozamykane.
- Stanisław Pierzchała Nowosielski[21] 1599–1650, dziedzic majątku ziemskiego, elektor (1632) podlaski.
- Leszek (Lesko) Nowosielski 1610–1671, woźny generalny, (1651) mianowany we Lwowie przez Króla Jan Kazimierza.
- Balcer Nowosielski 1660–1710, poseł ziemi halickiej na sejm (1699), podczaszy.
- Stefan Nowosielski 1638, poseł ziemi mielnickiej (1674), pisarz mielnicki (1666–1687), sędzia mielnicki (1687–1696),

żona 1650 Marianna Pieńkowska h. Suchekomnaty.
- Mikołaj Nowosielski[19] z Nowosielec 1640–1700, stolnik latyczewski (1698–1720), protektor Zarządu bractwa Św. Anny Samotrzeciej, elektor z ziemi mielnickiej na sejm konwokacyjny 1674, żona Marianna Nowosielska protektorka obrazu i jałmużnic bractwa Św. Anny Samotrzeciej kościoła Farnego łosickiego w ziemi mielnickiej.
- Teofilia Nowosielska 1655–1720, filantropka, sędzina mielnicka. Mąż 1678 Adam Raczko h. Ostoja, poseł ziemi mielnickiej(1697),

skarbnik mielnicki, synowie: Andrzej Raczko h. Ostoja, poseł na sejm elekcyjny (1705), Franciszek Raczko h. Ostoja ur. 1700 r.,
poseł na sejm ziemi nurskiej (1764).
- Jan Nowosielski z Nowosielec 1660–1717[22] 1660, łowczy mielnicki (1682–1691), stolnik podlaski (1691–1699), starosta łukowski (1699–1711), kapitan[23] Wielkiej wojny północnej, poseł na sejm konwokacyjny (1696), żona Anna Widlicz-Domaszewszka h. Nieczuja.
- Józef Nowosielski[24] z Nowosielec ok. 1702–1765, dworzanin kancelarii króla Stanisława Leszczyńskiego, żona 1735 Anna Gostkowska,

świadek na ślubie [Kazimierz Leon Sapieha|Kazimierza Leona Sapiehy].
- Franciszek Nowosielski 1690–1758, dziedzic na Nowosielcu, Zakrzu, Domaszewnicy, Chmiejowej Woli, poseł woj. lubelskiego na sejm

konwokacyjny (1733), starosta łukowski (1712–1739), rotmistrz wojsk królewskich, sędzia kapturowy łukowski, podkomorzy lubelski
1744–1758),żona Zofia Franciszka Gozdzka z Gozdu h. Doliwa.
- Kazimierz Jan Nowosielski 1690–1760, podczaszy bielski, żona 1720 księżna Elżbieta Sułkowska h. Sulima 1704–1762, córka dziedzica

majątku Sułkowo, burgrabiego krakowskiego.
- Jan Nowosielski 1720–1778, senator, kasztelan ciechanowski (1758–1770), sygnatariusz manifestu z (1764),

konfederat Barski (1768), starosta łukowski (1739–1766), kawaler Orderu św. Stanisława, podkomorzy wschowski. Żona(1735)
Anna Antonina Ludwina z Żydowa, 2 żona, Katarzyna Małachowska h. Nałęcz.
- Antonina Nowosielska 1690–1753, senatorowa, filantropka, właścicielka dóbr m. Mińsk oraz kilku fundacji, mąż Wiktor Cieszkowski

senator, kasztelan Liwski. 2 mąż Kazimierz Rudziński h. Prus, senator, kasztelan czerski, syn Michał Kazimierz Senator, wojewoda
mazowiecki 1760–1764.
- Antoni Nowosielski 1730–1773, poseł na sejm z ziemi Łukowskiej (1764).
- Jakub Nowosielski, podstoli bielski, żona hr. Krystyna Hadziewicz h. Wieniawa (była żona Jana Butlera hrabiego na Międzylesiu i Krześlinie s. Gotharda), senatorowa[25], kasztelanowa podlaska, pułkownikowa Królewska z wyprawy wiedeńskiej Jana III Sobieskiego.
- Marianna Nowosielska 1723–1775, szambelanowa, senatorowa, podkomorzanka lubelska, kanoniczka[26] warszawska (1745–1746),

mąż senator Wiktor Jan Cieszkowski z Cieszkowa h. Dołęga, sędzia ziemi liwskiej, senator, kasztelan ziemi liwskiej, starosta błotnicki,
szambelan królów: Augusta III i Stanisława Augusta.
- Walenty Piotr Nowosielski, podczaszy Wenden (1665–1670) oraz (1680–1683).
- Józef Nowosielski[27] 1700–1765, komisarz, główny ekonom dóbr Sieniawy, Oleszyc, Dzikowa, starostwa lubaczowskiego,

ekonom baranowski.
- Katarzyna Nowosielska z ziemi mielnickiej 1690–1750, mąż (1720) Seweryn Kochanowski h. Korwin z Kochanowa 1700–1732,

gubernator zamku winnickiego, miecznik Rzeczypospolitej z woj smoleńskiego (1705–1715), podczaszy podlaski (1715–1732).
- Adam Nowosielski 1735–1795, sędzia grodzki mielnicki, komisarz królewski w starostwie mielnickim do lustracji królewszczyzn

i łanów (1789–1795).
- Tadeusz Nowosielski 1690–1751, instygator z ziemi przemyskiej (1733–1739).
- Szymon Nowosielski 1710–1772, instygator z ziemi przemyskiej (1739–1742).
- Jan Nowosielski 1669–1728, superior, rektor kolegium w Mińsku (1724–1727).
- Zofia (Sophia) Nowosielska filantropka, żyjąca na emigracji w Toskanii, m. Carrara.
- Michał Józef Nowosielski z Rzymu 1750–1795, architekt, scenograf i malarz na obczyźnie w 1769 wyemigrował do Londynu, zmarł w hrabstwie Kent w Anglii.
- Jan Nowosielski z Bolimowa 1746–1811, dziedzic z Nowosielc, Ekonom Wielki, pochowany w Bolimowie.

### Wielkie Księstwo Litewskie
- Wawrzyniec Nowosielski dziedzic licznych dóbr ziemskich pow. oszmiańskiego, sygnatariusz pospolitego ruszenia (1698)

w Wielkim Księstwie Litewskim.
- Antoni Karol Nowosielski 1676–1726, senator, kasztelan nowogrodzki (1709–1726), strażnik polny litewski (1709),

łowczy nadworny (1707–1708), oboźny Wielkiego Xięstwa Litewskiego, stolnik orszański (1698). Żona Helena Worbek-Lettaw.
- Leon Nowosielski[28] 1698–1741, w Lubczy n. Niemnem, podczaszy Wielkiego Księstwa Litewskiego, tenutariusz, starosta luboszański do 1741,

pułkownik królewski Wielkiej wojny północnej z nominacji króla Stanisława Leszczyńskiego, dowódca Chorągwi Petyhorskiej,
właściciel m. Lubcza. Żona Salomea Sapieha h. Lis.
- Augustyn Nowosielski 1711–1779, archimandryta, superior witebski, sekretarz prowincji litewskiej, teolog unicki z zakonu

S. Bazylego, opat kobryński, tłumacz książki O Kunszcie dobrego kochania albo o miłosci boskiej księgi troje, Wilno, 1767.

### Rozbiory Rzeczypospolitej
- Franciszek a Paulo[30] Wincenty Nowosielski ur. 1765–1838, syn Jana, emigrant, filantrop z m. Ferrara.
- Antoni Nowosielski 1745–1820, ekonom dóbr brwinowskich(1759–1820).

Właściciel kamienic krakowskich 1770–1820, także po Radziwiłłach paku rekreacyjnego i majątku miasta Brwinów (od 1750).
Pochowany obok domu w Brwinowie w rodzinnym grobowcu na terenie posesji Kościoła Św. Floriana przy ul.Biskupickiej.
- Paweł Nowosielski[31] 1769–1829, z Brwinowa, major Insurekcji Kościuszkowskiej, Rządca dóbr brwinowskich

Antonim żona Joanna Osiecka. Pochowany w Brwinowie.
- Feliks Nowosielski 1800–1864, podpułkownik z Brwinowa, belwederczyk, jeden z najbardziej zasłużonych przywódców

Powstania Listopadowego, 6/7 września 1831 wysadził redutę 54, mylnie opisaną przez A. Mickiewicza w wierszu pt. Reduta Ordona
(fikcja literacka), przywódca bitwy pod Arsenałem, Olszynką Grochowską i obrony Woli, Kawaler Złotego Krzyża Virtuti
Militari. Polityk na uchodźstwie Wielkiej Emigracji, założyciel Młodej Polski w Bernie, współzałożyciel Delegacji Emigracji Polskiej
w Londynie (1863), wysyłał broń, amunicję i ochotników do powstania styczniowego, zmarł w Londynie. Pochowany na wzgórzu
Orła Białego. Autor książki O kształceniu serca, Jersey, 1852.
- Franciszka z Brwinowa 1807–1821, pochowana na terenie posesji Kościoła Św. Floriana przy ul. Biskupickiej.
- Julianna z Brwinowa 1799–1820 pochowana na terenie posesji Kościoła Św. Floriana przy ul. Biskupickiej.
- Teodor Nowosielski 1803, zasłużony uczestnik Powstania Listopadowego odznaczony Srebrnym Krzyżem Virtuti Militari.
- Adolf Jan Nowosielski[32] 1796–1865, kapitan z Brwinowa Powstania Listopadowego i Styczniowego, aplikant Komisji Rządowej Wojny,

Wojennej Kasy Generalnej Wpływów, dowódca oddziałów Powstania Styczniowego, mieszkał na Powiślu w dworze przy Lipowej
2752 do 23 III 1865, za waleczność odznaczony krzyżem Virtuti Militari, pochowany na Powązkach.
- Teofil Nowosielski[33] 1812–1888, żona (1837) Julianna Hackebeil, pisarz, podróżnik, tłumacz, warszawski działacz, mecenas kulturalny.

Pochowany na Powązkach, syn Marianny Wilamowskiej i Franciszka Nowosielskiego 1788–1854.
- Szczepan Nowosielski ok. 1790–1850, prawnik, sędzia trybunału w guberni lubelskiej.
- Julian Nowosielski 1825–1900, aplikant w Zarządzie Komunikacji, Naczelnik Dyrekcji Głównej Towarzystwa Kredytowego

Ziemskiego w Warszawie. Pochowany na Powązkach.
- Ignacy Walenty Nowosielski 1810–1870, filantrop, patron w latach 60.-70. XIX w. Archiwum Głównego Akt Dawnych

w Warszawie, s. Mikołaja, któremu grabieżcy na zlecenie zaborców splądrowali dwór i ograbili folwark górny w Krościeńku
Wyżnym (1846), Mikołaj odkupił swoje i rodziny życie pokaźną kwotą pieniędzy.
- Anna Nowosielska 1820–1890, właścicielka dóbr majątku Jałowe ok. 1100 ha i dworskiej kaplicy kościelnej (1882) w Jałowem.
- Maksymilian Nowosielski 1892–1962, Kapitan Wojsk Lądowych II Wojny Światowej,

właściciel manufaktury galanterii skórzanej, żona Marta Kujawa, dzieci: Maria Anna Antonina, Krystyna, Romuald.